# Aglaoctenus lagotis
Aglaoctenus lagotis är en spindelart som först beskrevs av Holmberg 1876.  Aglaoctenus lagotis ingår i släktet Aglaoctenus och familjen vargspindlar. Inga underarter finns listade i Catalogue of Life.